# 대구여자상업고등학교
대구여자상업고등학교(大邱女子商業高等學校)는 대한민국 대구광역시 남구 대명동에 있는 사립 고등학교이다.

## 학교 연혁
- 1953년 5월 23일 : 재단법인 난강학원 및 대구여자상업고등학관 설립대구여자상업고등학교

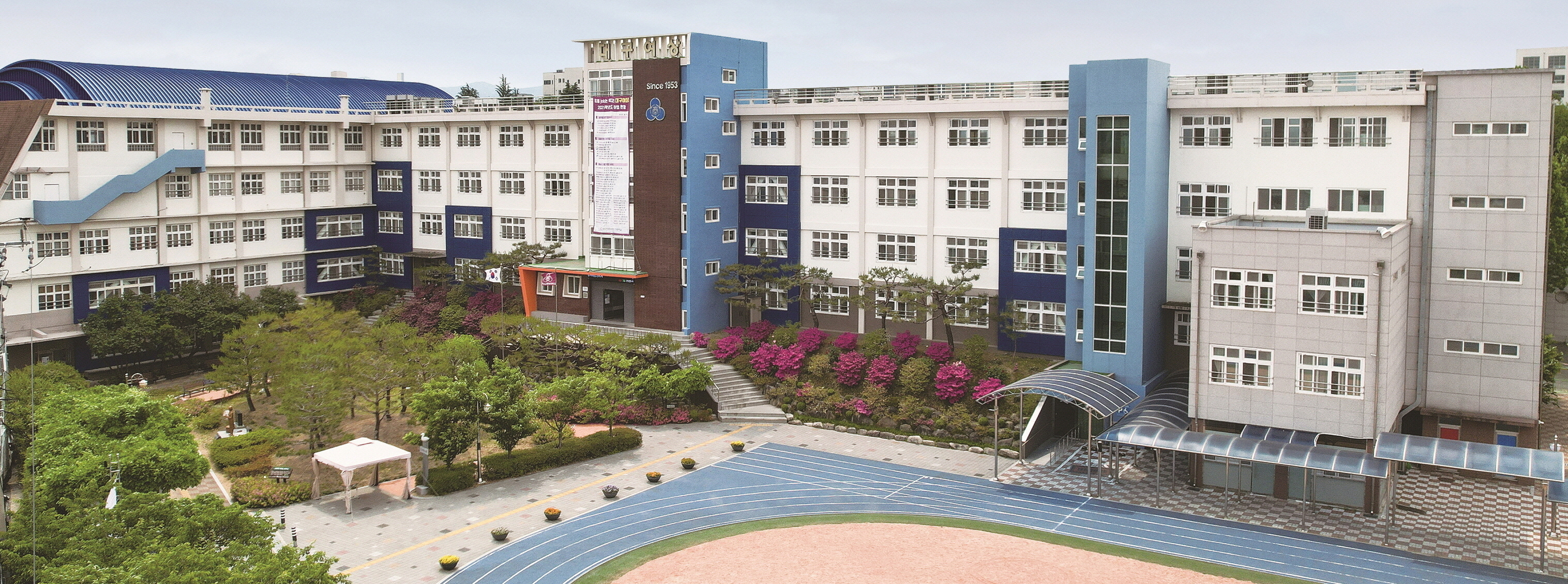
대구여자상업고등학교

- 1953년 9월 1일 : 제1회 신입생 입학식 거행
- 1954년 5월 31일 : 재단법인 난강학원 설립 인가, 초대 김동진 이사장 취임
- 1955년 3월 23일 : 대구여자상업고등학교 설립 인가, 각 학년 2학급 전 6학급 편성, 초대 김상열 교장 취임
- 1956년 2월 29일 : 제1회 졸업식 거행
- 1958년 7월 18일 : 학칙 일부변경 인가 (주간 각 학년 1학급, 야간 각 학년 1학급, 전 6학급 편성)
- 1961년 3월 20일 : 본관 증축 및 부속건물 완성
- 1966년 9월 1일 : 대명동 현교사로 이전
- 1972년 3월 1일 : 본관 교사 4층으로 증축
- 1983년 10월 14일 : 학칙 일부변경 인가 (주간 각학년 상업과 2학급, 회계과 2학급, 무역과 2학급, 정보처리과 2학급. 야간 각학년 상업과 3학급, 회계과 2학급 전 39학급 편성)
- 1990년 9월 15일 : 학교 강당 준공
- 1999년 3월 1일 : 대구여자경영정보고등학교로 교명 변경, 상업과를 경영정보과로 학과명 변경
- 1999년 8월 23일 : 주야 통합 운영, 야간부 수업 폐지
- 2004년 3월 1일 : 대구여자상업정보고등학교로 교명 변경
- 2010년 3월 1일 : 대구여자상업고등학교로 교명 변경
- 2015년 3월 1일 : 학칙 일부 변경인가, 특성화고 학과개편(경영과 5학급, 금융과 5학급)
- 2018년 3월 1일 : 제13대 송시한 교장 취임
- 2022년 2월 9일 : 제67회 졸업식(졸업생 누계 30,982명)
- 2022년 3월 2일 : 제70회 입학식(입학생 207명)
- 2022년 3월 2일 : 교육부 2022년 고교학점제 선도학교 선정 및 운영
- 2022년 3월 14일 : 「중소기업청 2022년 중소기업 특성화고 인력양성사업」 학교 선정
- 2022년 5월 26일 : 제12회 대구광역시 상업경진대회 수상(사무행정 금상 황OO/ 창업실무 동상 박OO/ 경제골든벨 동상 김OO)
- 2022년 7월 8일 : 학칙 일부 변경인가 특성화고 학과개편(경영과 5학급, 금융과 3학급, 콘텐츠 크리에이터과 2학급)
- 2022년 8월 18일 : 제19회 특성화고교생 사장되기 창업대회 교육부 우수학교상 수상(금상 경영과 2학년 전OO, 배OO, 김OO/ 동상 경영과 2학년 구OO, 박OO)
- 2022년 8월 26일 : 한국가스공사 주최 2022년 Clutch the Energy Camp 장려상 주상(경영과 2학년 구OO, 이OO, 김OO, 김OO, 배OO, 이OO, 정OO, 강OO)
- 2022년 9월 7일 : 2022 대구광역시미래융합 기술인재 경진대회 나의꿈(포토폴리오) 발표대회 수상(우수상 2학년 경영과 손OO, 장려상 2학년 경영과 김OO)
- 2022년 9월 15일 : 전국 상업경진대회 수상(경제골든벨 은상 김OO)
- 2022년 9월 21일 : 2022년 제23회 중소기업 기술혁신대전 중소기업과 나의 꿈 창작공모전 입상(동상 1학년 금융과 박OO, 이OO, 이OO, 장려상 2학년 경영과 김OO, 박OO, 손OO, 전OO)
- 2022년 10월 22일 : 대구시 남구 평생학습 나눔 FESTA & 가족 어울림 한마당 참가
- 2022년 11월 12일 : YIP(청소년발명가프로그램 장려상 수상(경영과 2학년 손OO, 박OO, 김OO)
- 2022년 11월 23일 : 제6회 벤처창업아이템 경진대회 은상 수상(경영과 2학년 구OO, 김OO, 김OO)
- 2022년 12월 31일 : 교육과정 운영 유공교원 부총리 겸 교육부장관 표장(교사 이OO)
- 2023년 1월 17일 : 지역사회(대구시 남구청)과 함께한 사랑, 삶, 그리고 기어들 출판기념회
- 2023년 2월 9일 : 제68회 졸업식(졸업생 누계 31,190명) 208명
- 2023년 3월 2일 : 제71회 입학(입학생 230명)
- 2023년 3월 2일 : 교육부 「2023년 고교학점제 선도학교」 선정 및 운영
- 2023년 5월 25일 : 대구시교육청 주최 제13회 대구상업경진대회 교육감상 수상 (사무행정: 금상 금융과 2학년 서OO/ 사무행정 은상 금융과 2학년 이OO, 경영과 2학년 석OO/ 창업실무: 은상 금융과 2학년 한OO/ 회계실무: 동상 금융과 2학년 이OO/ 창업실무 동상 경영과 2학년 김OO
- 2023년 6월 13일 : 특허청 주최 2023 청소년 발명가 프로그램(YIP) 한국발명진흥회장상 (장려상: 금융과 2학년 이OO, 서OO, 황OO)
- 2023년 9월 4일 : 대구시교육청 주최 2023 미래융합 기술인재 경진대회 프로젝트 수업 - 경진대회 교육감상 수상(장려상 경영과 2학년 김OO, 김OO, 정OO),/ 나의 꿈 발표대회 교육감상 수상(최우수상 경영과 2학년 윤OO, 우수상 경영과 2학년 조OO)/ SNS영상공모전 교육감상 수상(우수상 금융과 2학년 박OO, 이OO, 이OO)
- 2023년 9월 15일 : 교육부 주최 제13회 전국상업경진대회 동상 수상(사무행정 2학년 이OO)
- 2023년 9월 26일 : 제20회 특성화고교생사장되기 창업대회 중기부장관상 우수학교특별상 수상 (금상 경영과 3학년 이OO, 은상 금융과 2학년 한OO, 이OO 경영과 2학년 김OO, 동상 금융과 2학년 이OO)
- 2023년 11월 1일 : 대구시교육청 주최 제11회 창의체험동아리 축제 교육감상 (금상 수상 , 동아리 나는 그래픽디자이너다, 지도교사 김OO, 임OO), (은상 수상, 동아리 MOGI, 지도교사 박OO), (동상 수상, 동아리 꽃보다 청춘, 지도교사 박OO), (동상 수상, 동아리 동상이몽, 지도교사 김OO), (동상 수상, 동아리 따스아리, 지도교사 조OO)
- 2023년 12월 21일 : 한국예탁결제원 KSD 나눔재단 2023년 꿈성장 장학금(165만원) 및 학교발전기금(200만원) 수탁
- 2023년 12월 31일 : 사학육성발전 유공교원 부총리 겸 교육부장관 표창 (노OO)
- 2024년 2월 1일 : 제 69회 졸업식(졸업생 누계 31,357명) 167명
- 2024년 2월 19일 : 교육부 「2024년 디지털 기반 교육혁신 선도학교」 선정 및 운영
- 2024년 3월 1일 : 제14대 권순창 교장 취임
- 2024년 3월 1일 : 교육청 「다:행복한 수업 선도학교」 선정 및 운영
- 2024년 3월 1일 : 교육청 「프로젝트 수업 실천학교」 선정 및 운영
- 2024년 3월 4일 : 제72회 입학(입학생 158명)
- 2024년 3월 4일 : 학칙 일부변경 인가(1학년 9학급 - 경영과 5, 금융과 2, 콘텐츠크리에이터과 2/ 2학년 10학급 - 경영과 5, 금융과 3, 콘텐츠크리에이터과 2/ 3학년 9학급 – 경영과 4, 금융과 5 : 전 28학급 편성)
- 2024년 3월 4일 : 교육청 「2024 학교폭력 책임규약, 사회정서 프로그램 운영 중점학교」 선정 및 운영
- 2024년 3월 4일 : 교육부 「2024년 고교학점제 선도학교」 선정 및 운영
- 2024년 3월 4일 : 교육부 「2024년 특성화고 미래역량강화사업」 선정 및 운영
- 2024년 3월 4일 : 고용노동부 ｢2024 년 미래유망분야 고졸인력 양성사업｣ 선정 및 운영
- 2024년 3월 20일 : 창업진흥원 ｢2024년 청소년 비즈쿨 운영학교｣ 선정

## 설치 학과
- 경영과
- 금융과
- 콘텐츠크리에이터과

## 참고 자료
- 대구여자상업고등학교 - 한국교육학술정보원 학교알리미